# 赵州桥
赵州桥又名安济桥，是位于中国河北省石家庄市赵县城南五里洨河上的一座石拱桥，当地人称之为“大石桥”，以区别于附近的另一座“小石桥”。一般认为，该桥始建于隋朝，设计者是隋代杰出的工匠李春，建造于大业六年（605年），唐宋明清各代均曾有过整修。至晚清时桥体已损毁严重，1952年至1956年对桥进行了富有争议的大修，显著改变了大桥的外形与结构工艺，但其仍被视为目前世界上最古老、完好的大跨度单孔敞肩坦弧石拱桥。

## 历史

### 古籍中关于安济桥的记述

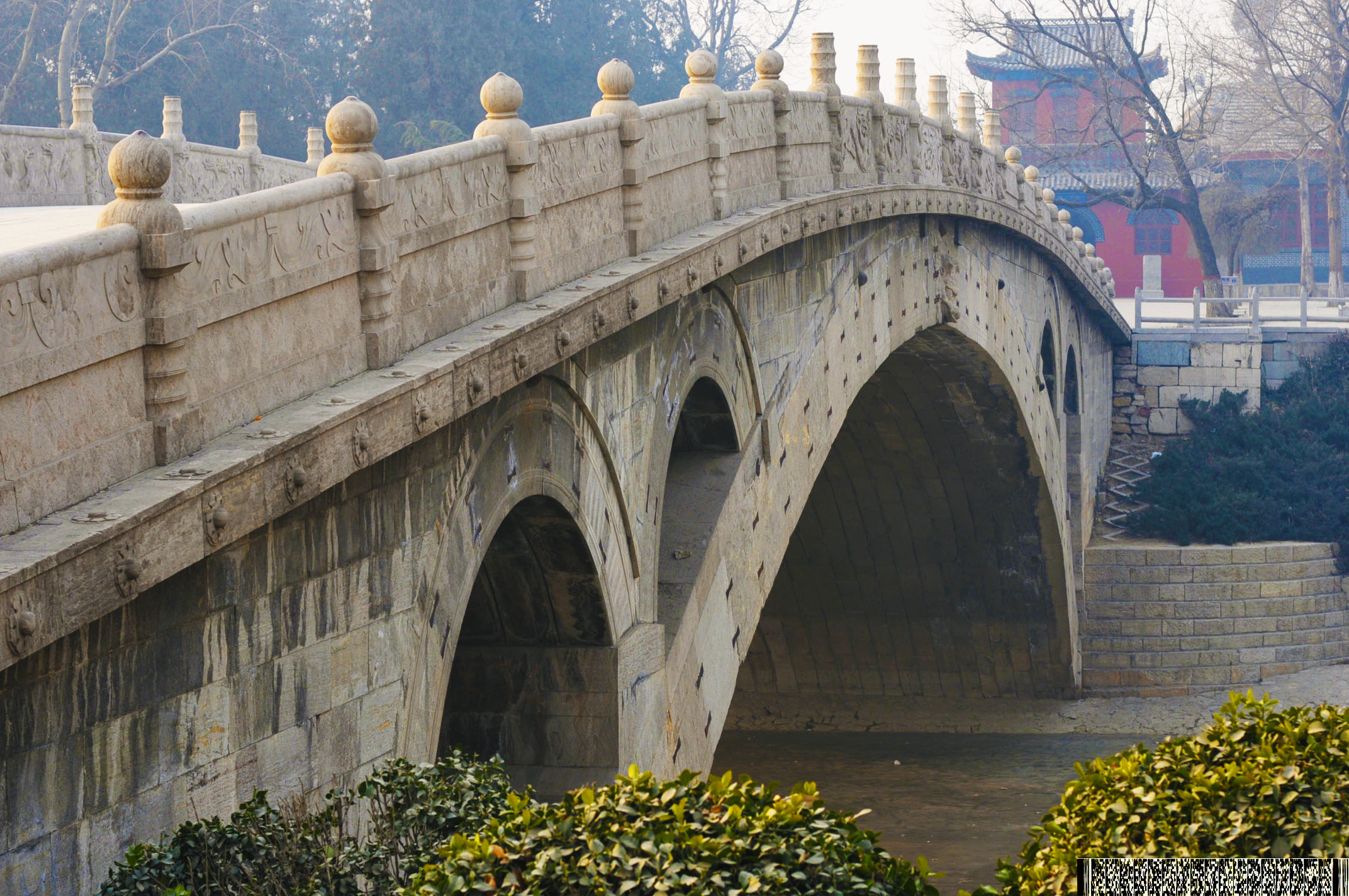
2011年的安济桥，其远处的红色建筑是位于桥南的关帝庙。

从唐代到明代，安济桥屡见于文献，其中最著名的数唐玄宗开元年间中书令张嘉贞所作《赵州桥铭》，对安济桥有生动的描述：“赵州交河桥，隋匠李春之迹也。制造奇特，人不知其所以为。试观乎用石之妙，楞平砧斫，缄穹隆崇，豁然无楹……又详乎刈插骈，磨砻致密……腰铁栓蹙。两涯嵌四穴，盖以杀怒水之荡突……”。
明代隆庆丁卯年（1567年）举人张居敬有《重修大石桥记》，记述大石桥（赵州桥）因火灾受损后重修的经过。赵州桥火灾的起因，是运输薪炭的船家，泊舟桥下，发生火灾，延烧到桥券隙缝，使腰铁剥落，石桥颓危。从明世宗嘉靖四十二年（1563年）动工，开始维修，到明神宗万历二十五年（1597年）冬竣工，使“胜地飞梁，依然如故”。

### 民间传说
民间传说安济桥是鲁班一夜之间修建而成，这座桥为洨河两岸人民提供了便利，人们就用美好的传说来赞扬造桥者。
关于安济桥最有名的民间文艺作品是河北民歌“小放牛”。歌中唱道：“赵州石桥什么人修？玉石栏杆什么人留？什么人骑驴桥上走？什么人推车轧（或碾）了一道沟？”对唱答案分别是：鲁班爷、圣人（一说古人）、張果老、柴王爷或柴世宗。

### 梁思成对安济桥的调查
1933年冬，梁思成和莫宗江到河北省进行野外考察，当时一首提到应州塔和安济桥的童谣“沧州狮子应州塔，正定菩萨赵州桥”引起他的注意，当时他们刚刚完成对应州塔的考察，歌谣为他提供了重要的线索。梁思成果然在河北省赵县重新发现了安济桥，随即对安济桥进行详细的考察，绘制《河北赵县赵州桥平、立、剖平面图》，并写成论文《赵县大石桥即安济桥》，发表在营造学社的《中国营造学社汇刊》1934年第五卷第一期。当时安济桥的南端还有一座木构建筑关帝庙，后已不存。
梁思成对赵州桥情况担忧：
“西面五道券，经过千余年，到底于明末崩倒，修复以后，簇新的石纹，还可以看出。后来东面三道亦于乾隆年间倒了。现在自关帝阁上可以看出桥东面的中部，已经显然有向外崩倒的倾向，若不及早修葺，则损坏将更进一步了。”
“此种Open Spandrel构造，直至十九世纪末年，始见于欧洲，后于我者千二百年。故在历史上工程上，实皆有无价之奇迹宝也。……此无价之国宝，行将毁灭”
1935年，梁思成与考古学家李济曾有提案，请求国民政府重修该桥，但未有下文。

## 建筑

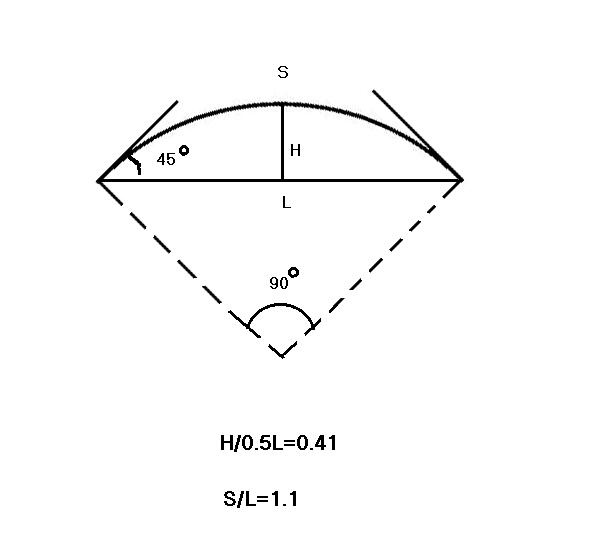
1/4弧桥券的圆心角、仰角、5扁平率和弧跨比

安济桥是单孔敞肩坦弧石拱桥，桥长50.82米，宽9米，南北向横跨洨河之上，桥面分三道，中道行车，左右二道行人。大桥券上方左右各有两个小空撞券。大桥圆弧拱跨度37.47米，圆弧拱的半径为27.7米，圆弧拱的高度为7.23米，扁平率（拱高/跨度之半）为0.38（高宽比为 7.23/37.47 =0.19），远低于半圆拱。实际上安济桥圆弧段的圆心角只有84°，略小于1/4圆周，基本上是一座1/4圆拱桥（坦弧圆拱桥），桥拱的仰角为42°（近45°）。1/4圆拱桥的弧长与跨度比为π/(2√2)=1.1，半圆弧拱桥的弧长与跨度比为π/2=1.57，在同等跨度的情况下，1/4弧拱桥的弧长，比半圆弧拱桥的弧长，短少43%。因此安济桥桥身所用石料，要比同跨度的半圆拱桥节省40%以上，既减轻桥身的自重和应力，又使桥面坡度比较平坦，便利桥上的交通。由于安济桥圆弧拱的跨度大，圆弧拱仍然够高，水上船只来往通过非常方便。李春能在1300多年前的隋代意识到大跨度拱桥并不是非半圆拱不可，从而建成这种跨度大、扁平率低的单孔1/4圆拱桥梁结构，是建筑史上一个可贵的创造。
安济桥的桥券，是由4层28道弧形石砌券并排而成，和一些汉代石桥采用的纵连砌券法不同。每道弧形石砌券，宽约35厘米。砌弧形石券的长方形石块，长度在70厘米至109厘米不等。两石块之间由两组腰铁栓牢。为避免28道并排的弧形石砌券相互分离，李春特意设计每道弧形石砌券在桥的两头略大，逐渐向桥拱中心略微收小。结果使桥面在两头略宽约9米，桥心略窄约8.5米，相差0.5米。此种向中心受窄的设计，使得靠外边的弧形石券在重力之下，有向内倾斜的分力，使弧形石券相互靠拢。
四个小桥券分布在桥两端，每端二个。这种建筑式样，称为敞肩空撞券，也是李春独特的创举，既能节约石料二百多立方米，又能减轻了桥身五分之一的重量，发大水时还可以起到分洪作用，减轻了洪流对桥身的冲击力量。由于安济桥在工程设计上的许多优点，所以经历了十次洪水，八场战争和多次地震，依然能保留到现在。
安济桥是目前世界最古老的现存完好的大跨度单孔敞肩坦弧圆弧拱桥。欧洲到19世纪中叶才出现类似的敞肩空撞券桥。
安济桥上个部件的装饰也十分精美，顶部，塑造出想像中的吸水兽，寄托大桥不受水害、长存无疆的良好愿望；栏板和望柱上雕刻着精美的石雕群像，各式蛟龙、兽面、花饰、竹节等，尤以蛟龙最为精美。蛟龙或盘踞游戏，或登陆入水，变幻多端，神态极为动人。雕作刀法遒劲有力，艺术风格新颖豪放。

## 修缮

### 1950年代翻修
1952年，河北省公路局建议对该桥进行大修。辗转至1954年，获交通部和文化部拨发专款，遂开启赵州桥有史以来最大规模的一次整修。1956年，整修工程完结（栏杆部分除外），这座“历经近一千四百年的风雨”的古桥，从内部结构到外观，全都“焕然一新”。

#### 文化部考察组要求保持原貌
1952年11月，文化部曾组织考察组，赴赵县勘查赵州桥的现况并拟定整修方案。勘查结果显示，“现在桥多残破，……如果不急速修葺，一旦桥券全部崩毁，则损失必更大”。
“以极力保持桥的旧观为主旨。风化残毁过甚的石块须更换新石，东侧大券及小券倒塌三道单券须扶起按原式加铁榫重砌，残破券石更换新石。大小券石残毁约三分之一的换新石，略有残毁的用水泥镶补，稍有残缺的保持原状不动。东侧开裂欲坠之大小券石二道，须重新安砌，俱按原式用铁活。大小券石既是用二十八道单券组成，则在券背上必须加固，使成一整体。最有效最易施工，最不伤大券石的方法即是在券前上‘伏石’的地方改做铜骨水泥的伏券，不过要多加几道伸缩缝（如果动工时发现大券石尚坚致时，也可有数段用伏石加铁榫做，不过以少凿大券石为是），原有伏石仅保露出桥面部分，桥面上亦用钢骨水泥路面，上铺石板保持原状，仅将凸出部分落平。凡水泥内均酌用避水粉，以便防潮防水。最要小心的就是券底皮石缝仍然要露出二十八道券来。不能让水泥灰浆将券石底皮沾污。单券间的灰缝要勾进很深才好。”
主张要点：
1. 在外观上，尽可能保存桥的旧貌。“以极力保持桥的旧观为主旨。”考察组主张尽可能地利用原桥的旧石，只有残毁严重至约三分之一者才考虑换新石；且“不能让水泥灰浆将券石底皮沾污”，以免破坏古桥原貌。
2. 在结构上，考察组主张在核心的券石重砌工作中，仍采用原桥的旧技术，“须扶起按原式加铁榫重砌”、“俱按原式用铁活”。为弥补原桥设计上的缺陷，考察组也建议采用新材料，用“钢骨水泥”的伏券来加固桥体。

#### 最终方案未保护大桥旧貌
最终的整修工程中未能采取文化部考察组建议，
修整采用新的压力灌浆工艺，改变了原桥的建造工艺:
“安济桥原建造工艺是在构件之间无任何粘接材料，只以铁梁和腰铁对拱券结构进行加固，在长年的自然力破坏作用下，石构件出现严重风化、破损和结构变形，使拱石之间出现不同程度的空隙。灌入高标号水泥砂浆后，实际上使拱券的干摆砌筑方式改为水泥砂浆砌筑，极大地加强了拱券的整体性，但也改变了原建造工艺，同时水泥砂浆对石材具有腐蚀性，桥底常年出现泛碱现象。”
桥的历史旧貌未能得到保存，而是“焕然一新”。据参与此次整修的郭瑞恒披露，绝大部分旧石料被废弃，约87%的修缮石料是新购的：
“这次修缮范围，除了西侧23圈主拱和4.0公尺小拱两端的一部分墩壁面外，全部拆除重砌。重砌式样以恢复隋代原状为原则。河底打捞积石大部分能加以改制使用、桥上拆下石料,则因年久风化疏松，不堪再用。460多方修缮石料中，新购约400方，利用旧料约60方。”
- 整修前的安济桥以腰铁连结石块是赵州桥的旧技术，1950年代的整修，除拱圈外侧显露处仍用腰铁以贴合原貌外，其余部分一律不再使用。
- 1952年河北省赵县安济桥址出土的隋代石栏板，现藏于中国国家博物馆。今天所见到的赵州桥上的栏板和栏柱，用新石料重制，没有使用发掘出土的原栏板。

#### 梁思成对修缮方案的评价
梁思成虽在1930年代提供给国民政府的修缮方案也要求使用钢筋水泥，但桥体修葺时的全面翻新，却令梁思成相当痛心。
1963年，梁公开撰文，以相当克制地方式表达了自己在这方面的不同意见：
“直至今天，我还是认为把一座古文物建筑修得焕然一新，犹如把一些周鼎汉规用擦铜油擦得油光晶亮一样，将严重損害到它的历史、艺术价值。……在赵州桥的重修中，这方面没有得到足够的重视，这不能说不是一个遗憾。”
梁思成解释了赵州桥为何不应该全面翻新：
“就赵州桥而论，重修以前，在结构上，由于二十八道并列的券向两侧倾离，只剩下二十三道了，而其中西面的三（？）道，还是明末重修时换上的，当中的二十道，有些石块已经破裂或者风化，全桥真是危乎殆哉。但在外表形象上，即使是明末补砌的部分，都呈现苍老的面貌，石质则一般还很坚实。两端桥墩的石面也大致如此。这些石块大小都不尽相同，砌缝有些参嵯，再加上千百年岁月留下的痕迹、赋予这桥一种与它的高龄相适应的‘面貌’，表现了它特有的‘品格’和‘个性’。作为一座古建筑，它的历史性和艺术性之表现，是和这种‘品格’、‘个性’、‘面貌’分不开的。”
梁思成分析了不必全面翻新在技术上的可行性：
“在这次重修中，要保存这桥外表的饱经风霜的外貌是完全可以办到的。它的有利条件之一是桥券的结构采用了我国发券方法的一个古老传统，在主券之上加了缴背（亦称伏）一层。我们既然把这层缴背改为一道钢筋混凝土拱，承受了上面的荷载，同时也起了搭牵住下面二十八道平行并列的单券的作用，则表面完全可以用原来券面的旧石贴面。即使旧券石有少数需要更换，也可以用桥身他处拆下的旧石代替，或者就在旧券石之间，用新石‘打’几个‘补钉’，使整座桥恢复‘健康’、坚固，但不在面貌上‘还童’、‘年轻’。今天我们所见的赵州桥，在形象上绝不给人以高龄1300岁的印象，而像是今天新造的桥——形与神不相称。这不能不说是美中不足。”

#### 未采用修旧如旧法的原因

##### 工艺与经费限制
以“压力灌浆”工艺，取代古桥原来采用的“干摆砌筑”工艺，在某种程度上是不得已的选择，拆除主拱和小拱，以原工艺重新修砌，在当时不现实，经费方面不能允许。1930年代梁思成提供给国民政府的修缮方案，也与“压力灌浆”大致相同：
“修补方法，首先须将已崩倒之东面三券，及其次已倾斜之数券，恢复原位，然后将各券之间加以联络，或用钢铁，或用钢骨水泥。石缝之间，全部用水泥灌满，使桥身成为一整体。”

##### 人为因素
另据曾参与1954年6月的“安济桥大修工程技术研究扩大会议”的孔庆普披露：当时确实有与会者主张“修旧如旧”， 如桥面的旧石板，虽饱经风雨高低不平，仍应该保留。但“河北省公路局的一位负责同志说，安济桥难得一次大修机会，从长远考虑，可换可不换的旧石件尽量更换。……最后确定的大修工程设计，桥面的旧石板全部更新，在桥面上人工磨出一道‘车辙沟’和一个‘驴蹄印’。1000多年的桥面石板被废弃。”

### 文物修复
1950年代，文物工作者在赵州桥下发掘出1000多块栏板，含隋、唐、宋、明、清等朝代的栏板，收藏在赵州桥的陈列室内。2014年，“赵州桥馆藏栏板及构件抢救保护修复工程”启动，由河北省文物保护中心副研究员梁书台和他的团队修复隋二龙交颈栏板、清饕餮栏板、清龙凤栏板等栏板及构件30件，2017年完成。这是赵州桥完成的首次文物修复。

### 修复争议
由于1952-1956年赵州桥翻新工程使用灌入高标号水泥砂浆，实际上使拱券的干摆砌筑方式改为水泥砂浆砌筑，颠覆了旧石桥的建造工艺，且外貌也明显改变。

## 评价与荣誉
1961年，安济桥（大石桥）和赵县的另一座著名的圆弧拱桥永通桥（小石桥）、四川泸定桥同列第一批全国重点文物保护单位，成为中国重点保护的三座古桥。
1991年美國土木工程協會将赵州桥定为国际土木工程历史古迹。迄今为止，中国境内僅有赵州桥获选。
1996年国家文物局向联合国教育科学文化组织提交赵州桥申遗报告，提名理由为“赵州桥首创敞肩圆弧拱桥，在世界桥梁建筑史上占据重要的地位”。现已列入联合国教育科学文化组织世界文化遗产候选名录第95号：赵州桥。
国内外学界对赵州桥有很高的评价。
- 梁思成：“河北赵县赵州桥……可称为中国工程界一绝。”[17]
- 李约瑟：“在西方圆弧拱桥都被看作是伟大的杰作，而中国的杰出工匠李春，约在610年修筑了可与之辉映，甚至技艺更加超群的拱桥。”[18]
- 桥梁专家福格·迈耶（Helge Fugl-Meyer）:“罗马拱桥属于巨大的砖石结构建筑……独特的中国拱桥是一种薄石壳体…… 中国拱桥建筑，最省材料，是理想的工程作品，满足了技术和工程双方面的要求。”[19]

## 邮票
1962年5月15日，中国人民邮政发行了特50《中国古代建筑——桥》特种邮票一套四枚。其中包括安济桥。